# قاعدة رمات ديفيد الجوية
قاعدة رمات داود الجوية (بالعبرية: בָּסִיס חֵיל-הַאֲוִויר רָמַת דָּוִד) قاعدة عسكرية تابعة لسلاح الجو الإسرائيلي وتحوي مطاراً عسكرياً. تعتبر واحد من أهم ثلاث قواعد جوية رئيسية في إسرائيل. تقع جنوب شرق حيفا شمال إسرائيل بالقرب من كيبوتس رمات ديفيد وسميت باسم الكيبوتس، ووتقع في سهل مرج ابن عامر، بالقرب من مستوطنة مجدو.

## تاريخ
بنيت في 1942 على يد سلاح الجو الملكي البريطاني.